# 我們不碎
《我們不碎》是香港組合ERROR主唱的歌曲，於2019年10月21日在MOOV、KKBOX、itunes發佈；亦是香港電視娛樂ViuTV電視劇集《娛樂風雲》的片尾曲（第61-100集）。作曲、編曲及歌曲監製均為謝浩文；作詞為周耀輝。歌曲以抒發受到挫折、動搖，帶出勇敢面對為主題。即使身處一個錯誤的時代裡，情況有幾多困難、環境有幾惡劣；但都要積極地去勇敢面對，因為曙光就在前面……

## 背景
2019年6月，香港爆發反對逃犯條例修訂草案運動，抗爭活動持續至今。同年10月2日，ERROR於旺角麥花臣場館舉行《人到中年 口不擇言》ERROR道歉招待會2019完場前首次獻唱此曲。該作品歌詞的意涵可解釋為：香港來到了這個接近戰爭的狀態，發生讓人流淚及憤怒的事情後，人們彷似永遠找不到出口。不過香港人只有一個想念：只要有勇氣及智慧彼此互相守護，縱然太多事情事物都會一一粉碎；但只要我們不碎，仍然能堅持下去可以渡過黑暗時刻，無論黎明、破曉、晨曦、曙光，終有一天會一一出現。

## 派台成績
| 派台成績 | 派台成績 | 派台成績 | 派台成績 | 派台成績 | 派台成績 | 派台成績 |
| -------- | -------- | -------- | -------- | -------- | -------- | -------- |
| 唱片     | 903      | RTHK     | 997      | TVB      | 備註     |          |
| 2019年   |          |          |          |          |          |          |
|          | 9        | 2        | 7        | ×        |          |          |

- （*）表示仍在榜上
- （×）沒有派往該台
- 粗體表示三台冠軍歌